# Baccha elongata

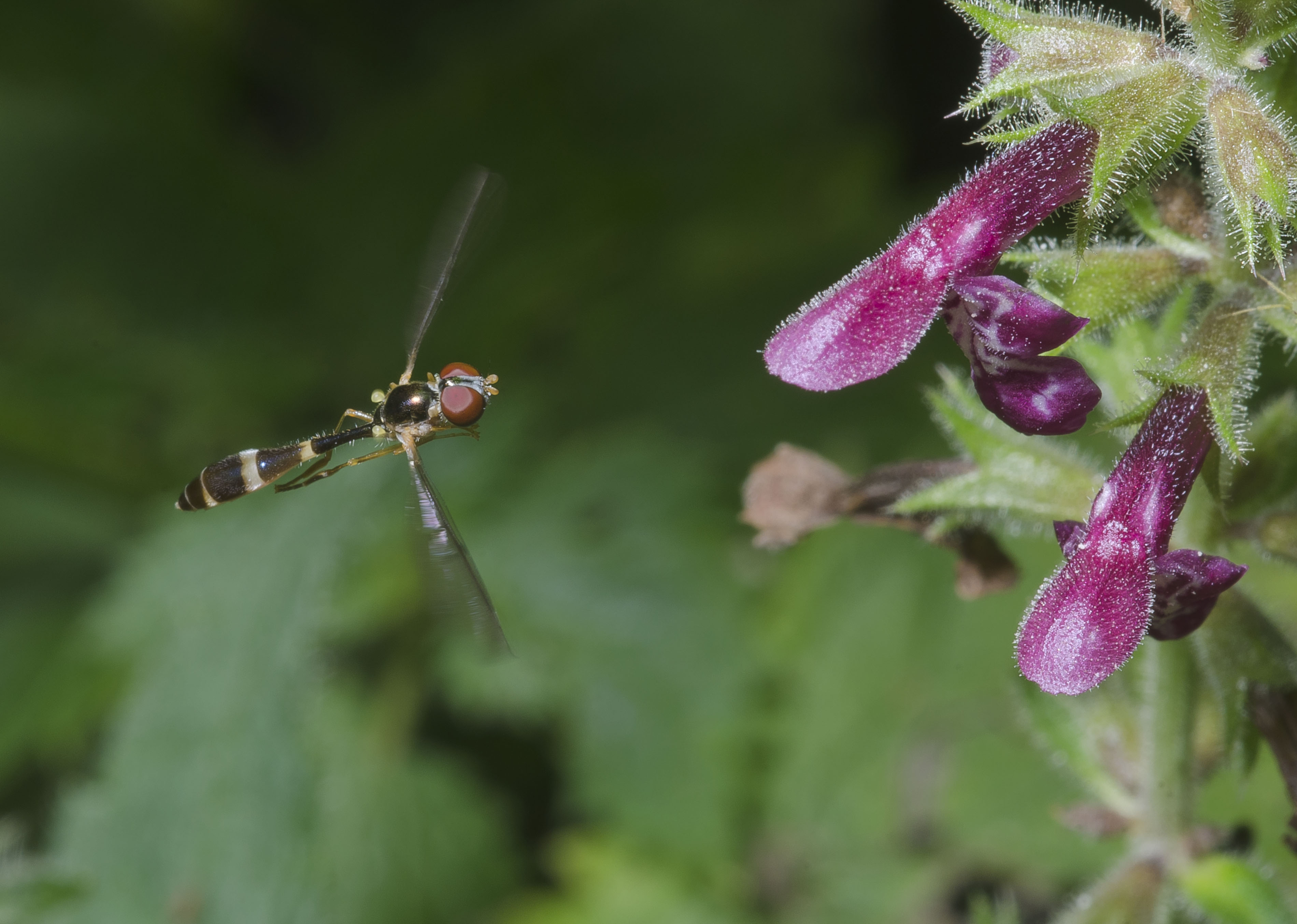
Hembra planeando.

Baccha elongata  es una especie europea de mosca sírfida.